# Малый Янчер
Малый Янчер — река в России, протекает в Юрлинском и Кочёвском районах Пермского края. Устье реки находится в 17 км по правому берегу реки Янчер. Длина реки составляет 10 км.
Исток реки в лесах западнее деревни Акилово и в 27 км западнее районного центра села Кочёво. Исток и первый километр течения находятся в Юрилнском районе, прочее течение — в Кочёвском. Река течёт на восток по ненаселённому заболоченному лесу. Впадает в Янчер ниже деревни Акилово.

## Данные водного реестра
По данным государственного водного реестра России относится к Камскому бассейновому округу, водохозяйственный участок реки — Кама от истока до водомерного поста у села Бондюг, речной подбассейн реки — бассейны притоков Камы до впадения Белой. Речной бассейн реки — Кама.
По данным геоинформационной системы водохозяйственного районирования территории РФ, подготовленной Федеральным агентством водных ресурсов:
- Код водного объекта в государственном водном реестре — 10010100112111100002416
- Код по гидрологической изученности (ГИ) — 111100241
- Код бассейна — 10.01.01.001
- Номер тома по ГИ — 11
- Выпуск по ГИ — 1